# J. T. Rogers
J. T. Rogers (20 maggio 1968) è un drammaturgo statunitense.

## Biografia
J. T. Rogers ha studiato recitazione all'University of North Carolina School of the Arts, laureandosi nel 1990. È autore di una dozzina di opere teatrali, ottenendo il suo maggior successo con Oslo. La pièce è debuttata a Broadway nel 2016 ed è valsa a Rogers il Tony Award alla migliore opera teatrale e il Drama Desk Award. L'anno dopo l'opera ha avuto la sua prima europea al National Theatre di Londra, dove ha ricevuto una nomination al Laurence Olivier Award alla migliore nuova opera teatrale.

## Filmografia

### Televisione
- Oslo – film TV, regia di Bartlett Sher (2021)